# 陳中海
陳中海（—?），台山人，中华民国政治人物。
1948年，在侨民代表团体中当选为第一届国民大会代表。此外担任美國紐約中華公所第29屆、31屆主席，任內完成修改章程，此章程一直沿用至今。任內與宋子文聯手封鎖董必武、章汉夫在美國的政治活動。

## 學歷
- 國立中山大學學士
- 哥倫比亞大學政治學碩士
- 哈佛大學研究

## 經歷
- 中國國民黨駐美國總支部執行委員
- 美洲華僑教育會會長
- 三藩市中華中學校長
- 華僑救國總會執委
- 中華民國國民大會代表